# 2012-es Estoril Open
A 2012-es Estoril Open tenisztornát a portugáliai Estorilban rendezték meg 2012. április 30. és május 6. között. A férfiak számára 2012-ben az ATP World Tour 250 Series kategóriába tartozó verseny 23. kiadását tartották meg, a nők számára pedig 16. alkalommal került sor az International kategóriájú eseményre.

## Döntők

### Férfi egyes
Juan Martín del Potro –  Richard Gasquet 6–4, 6–2

### Női egyes
Kaia Kanepi –  Carla Suárez Navarro 3–6, 7–6(6), 6–4

### Férfi páros
Iszámul-Hak Kuraisi /  Jean-Julien Rojer –  Julian Knowle /  David Marrero 7–5, 7–5

### Női páros
Csuang Csia-zsung /  Csang Suaj –  Jaroszlava Svedova /  Galina Voszkobojeva 4–6, 6–1, [11–9]

## Világranglistapontok és pénzdíjazás

### Pontok
| Eredmény           | Férfi egyes | Férfi páros | Női egyes | Női páros |
| ------------------ | ----------- | ----------- | --------- | --------- |
| Győzelem           | 250         | 250         | 280       | 280       |
| Döntő              | 150         | 150         | 200       | 200       |
| Elődöntő           | 90          | 90          | 130       | 130       |
| Negyeddöntő        | 45          | 45          | 70        | 70        |
| 16 között          | 20          | 0           | 30        | 1         |
| 32 között          | 0           | –           | 1         | –         |
| Főtáblára jutás    | 12          | –           | 16        | –         |
| Selejtező (döntő)  | 6           | –           | 10        | –         |
| Selejtező (2. kör) | 0           | –           | 6         | –         |
| Selejtező (1. kör) | 0           | –           | 1         | –         |

### Pénzdíjazás
A torna összdíjazása a férfiaknál 450 000 euró, a nőknél a többi International versenyhez hasonlóan 220 000 amerikai dollár volt.
| Eredmény           | Férfi egyes | Férfi páros | Női egyes | Női páros |
| ------------------ | ----------- | ----------- | --------- | --------- |
| Győzelem           | 71 900 €    | 21 800 €    | 37 000 $  | 11 000 $  |
| Döntő              | 37 860 €    | 11 480 €    | 19 000 $  | 5750 $    |
| Elődöntő           | 20 510 €    | 6220 €      | 10 200 $  | 3100 $    |
| Negyeddöntő        | 11 685 €    | 3560 €      | 5340 $    | 1650 $    |
| 16 között          | 6885 €      | 2090 €      | 2950 $    | 860 $     |
| 32 között          | 4080 €      | –           | 1725 $    | –         |
| Selejtező (döntő)  | 660 €       | –           | 860 $     | –         |
| Selejtező (2. kör) | 315 €       | –           | 460 $     | –         |
| Selejtező (1. kör) | 0 €         | –           | 265 $     | –         |